# Андорра на летних Олимпийских играх 2024
Олимпийская сборная Андорры на летних Олимпийских играх 2024 года была представлена 2 спортсменами в 2 видах спорта. Оба спортсмена — легкоатлет Науэль Карабанья и каноистка Моника Дория Виларрубла — стали знаменосцами команды на церемонии открытия.

## Состав сборной
Гребля на байдарках и каноэ
1. Моника Дория Виларрубла[кат.]

 Лёгкая атлетика
1. Науэль Карабанья[кат.]

## Результаты соревнований

### Гребля на байдарках и каноэ

#### Гребной слалом
Женщины
| Спортсмен               | Соревнование      | Предварительный этап | Предварительный этап | Предварительный этап | Предварительный этап | Предварительный этап | Предварительный этап | Предварительный этап | Полуфинал | Полуфинал | Полуфинал | Полуфинал | Финал                 | Финал                 | Финал                 | Финал                 |
| Спортсмен               | Соревнование      | 1 попытка            | 1 попытка            | 1 попытка            | 2 попытка            | 2 попытка            | 2 попытка            | Место                | Полуфинал | Полуфинал | Полуфинал | Полуфинал | Финал                 | Финал                 | Финал                 | Финал                 |
| Спортсмен               | Соревнование      | Время                | Штраф                | Итог                 | Время                | Штраф                | Итог                 | Место                | Время     | Штраф     | Итог      | Место     | Время                 | Штраф                 | Итог                  | Место                 |
| ----------------------- | ----------------- | -------------------- | -------------------- | -------------------- | -------------------- | -------------------- | -------------------- | -------------------- | --------- | --------- | --------- | --------- | --------------------- | --------------------- | --------------------- | --------------------- |
| Моника Дория Виларрубла | каноэ-одиночки    | 101,28               | 0                    | 101,28               | 97,68                | 54                   | 151,68               | 3 Q                  | 106,53    | 0         | 106,53    | 3 Q       | 107,58                | 6                     | 113,58                | 6                     |
| Моника Дория Виларрубла | байдарки-одиночки | 95,93                | 0                    | 95,93                | 94,51                | 4                    | 98,51                | 10 Q                 | 102,28    | 54        | 156,28    | 22        | завершила выступление | завершила выступление | завершила выступление | завершила выступление |

| Спортсмен               | Соревнование   | Квалификация | Квалификация | Раунд 1 | Раунд 1 | Утешительный раунд | Утешительный раунд | Заплыв | Заплыв | Четвертьфинал | Четвертьфинал | Полуфинал             | Полуфинал             | Финал                 | Место |
| Спортсмен               | Соревнование   | Время        | Место        | Заплыв  | Место   | Заплыв             | Место              | Заплыв | Место  | Заплыв        | Место         | Заплыв                | Место                 | Место                 | Место |
| ----------------------- | -------------- | ------------ | ------------ | ------- | ------- | ------------------ | ------------------ | ------ | ------ | ------------- | ------------- | --------------------- | --------------------- | --------------------- | ----- |
| Моника Дория Виларрубла | байдарки-кросс | 73,15        | 9 Q          | 9       | 1 Q     | Не участвовала     | Не участвовала     | 6      | 2 Q    | 3             | 4             | завершила выступление | завершила выступление | завершила выступление | 15    |

### Лёгкая атлетика
От Андорры для участия в соревнованиях по лёгкой атлетике на Игры в Париже отобрался один спортсмен — Науэль Карабанья получил квоту для участия в беге на 3000 метров с препятствиями согласно высокому рейтингу World Athletics.
В своём предварительном забеге на Олимпиаде Карабанья занял лишь 7-е место и тем самым не смог пробиться в финал соревнований.
Мужчины
| Спортсмен        | Дисциплина                    | Предварительный раунд | Предварительный раунд | Предварительный раунд | Четвертьфиналы | Четвертьфиналы | Четвертьфиналы | Полуфиналы    | Полуфиналы    | Полуфиналы    | Финал                | Финал                |
| Спортсмен        | Дисциплина                    | Забег                 | Время                 | Место                 | Забег          | Время          | Место          | Забег         | Время         | Место         | Время                | Место                |
| ---------------- | ----------------------------- | --------------------- | --------------------- | --------------------- | -------------- | -------------- | -------------- | ------------- | ------------- | ------------- | -------------------- | -------------------- |
| Науэль Карабанья | бег на 3000 м с препятствиями | 2                     | 8:19,44               | 7                     | Не проводится  | Не проводится  | Не проводится  | Не проводится | Не проводится | Не проводится | завершил выступление | завершил выступление |